# Михайло-Павловськ
Миха́йло-Па́вловськ (рос. Михайло-Павловск) — село у складі Киринського району Забайкальського краю, Росія. Адміністративний центр Михайло-Павловського сільського поселення.

## Населення
Населення — 336 осіб (2010; 457 у 2002).
Національний склад (станом на 2002 рік):
- росіяни — 99 %